# 野際かえで
野際 かえで（のぎわ かえで、12月26日 - ）は、日本の漫画家。女性。一般向け漫画と成人向け漫画の両方で活動している。

## 経歴
2016年頃から活動しており、comicアンスリウムに作品が掲載されていた。2021年にコミック電撃だいおうじの100号を記念して小冊子「アニバーサリーだいおうじ」に寄稿した。
単行本『おもちゃの人生』は「DLsiteアワード 2022」の成人コミック部門を受賞した。

## 作品リスト

### 一般向け作品
- たたかうふたご（『妹たるもの 〜えっちぃ妹はスキですか？〜 アンソロジーコミック』2018年）
- 旅の恥はかき捨て（『ノーブラな女の子は好きですか？アンソロジーコミック』2巻、2018年）
- 『無職転生 〜4コマになっても本気だす〜』KADOKAWA〈電撃コミックスNEXT〉、全3巻（『コミック電撃だいおうじ』2018年[4] - 2020年） - 『無職転生 〜異世界行ったら本気だす〜』のスピンオフ4コマ作品[4]。
- 我が家の先生（原作：理不尽な孫の手、『無職転生 〜異世界行ったら本気だす〜アンソロジー side:ロキシー』2019年） - 『無職転生 〜異世界行ったら本気だす〜』のアンソロジー寄稿作品[5]。
- かくしあじ（『コミック電撃だいおうじ』Vol.100付属小冊子「アニバーサリーだいおうじ」）[6]
- 『ブルーアーカイブ 便利屋68業務日誌』KADOKAWA〈ブシロードコミックス〉、既刊4巻（『コミックグロウル』2022年 - 連載中）
- 離婚しますか、しませんか？（原作：栗沢衣、『カドコミ』2024年9月13日[7] - 連載中）

### 成人向け作品

#### 読み切り
- メモリーアップデート（『comicアンスリウム』2017年1月号） - 『弟専用』に収録。
- はじめての彼女（『comicアンスリウム』2017年6月号） - 『弟専用』に収録。
- お姉ちゃん本気モード（『comicアンスリウム』2017年6月号） - 『弟専用』に収録。
- シスターコンプレックス（『comicアンスリウム』2018年1月号） - 『弟専用』に収録。
- はじめて知った姉の顔（『comicアンスリウム』2018年5月号） - 『弟専用』に収録。
- お姉ちゃん先生（『comicアンスリウム』2018年8月号） - 『弟専用』に収録。
- アンビバレント（『comicアンスリウム』2018年11月号） - 『弟専用』に収録。
- 流されお姉ちゃん（『comicアンスリウム』2019年4月号） - 『弟専用』に収録。
- お願い聞いて（『comicアンスリウム』2020年2月号） - 『弟専用』に収録。
- ふたりだけの部屋（『comicアンスリウム』2020年7月号）
- ねえ、センセ（『COMIC BAVEL』2021年1月号）
- もう帰りたくない（『COMIC BAVEL』2021年3月号）
- 陥落（『comicアンスリウム』2021年6月号）
- ここより楽園（『COMIC LO』2021年8月号） - 『おもちゃの人生』に収録。
- 迷子になって帰れない（『COMIC LO』2021年9月号） - 『おもちゃの人生』に収録。
- ずっとおうちで暮らしたい（『COMIC LO』2021年10月号） - 『おもちゃの人生』に収録。
- わるいこ 前編（『COMIC LO』2021年12月号） - 『おもちゃの人生』に収録。
- わるいこ 中編（『COMIC LO』2022年2月号） - 『おもちゃの人生』に収録。
- わるいこ 後編（『COMIC LO』2022年5月号） - 『おもちゃの人生』に収録。
- 僕たちなかま入り（『COMIC LO』2022年7月号） - 『おもちゃの人生』に収録。
- 白紙の恋（『COMIC X-EROS』#97）
- あたしはサキュバス（『COMIC LO』2022年10月号）
- 答え合わせをしている（『COMIC X-EROS』#99）
- かわいい梨々子（『COMIC LO』2023年2月号）
- 続・あたしはサキュバス（『COMIC LO』2023年8月号）
- わたしが息をしてる場所（『LOE noir』） - カバーイラストも担当。

#### 書籍
- 『弟専用』ジーオーティー〈GOTコミックス〉、2020年5月25日発売[8]、ISBN 978-4-8236-0052-4
- 『おもちゃの人生』茜新社〈TENMA COMICS LO〉、2022年8月29日発売[9]、ISBN 978-4-86349-912-6